# Балданов, Мунко-Балдан Митупович
Балданов Мунко-Балдан Митупович (4 января 1944 — 10 июля 2010) — советский и российский химик, доктор химических наук (1991), профессор (1993), член-корреспондент Сибирского отделения Академии наук высшей школы РФ (1996), Заслуженный деятель наук Бурятии (1992), Почётный работник Высшего профессионального образования РФ (2002).

## Биография
Родился в селе Таптанай
- 1961 г. — окончил Могойтуйскую среднюю школу
- 1963 г. — поступил на инженерно-физико-химический факультет Московского химико-технологического института им. Д. И. Менделеева (МХТИ), основанного в 1949 г. по инициативе академика И. В. Курчатова для подготовки специалистов для атомной промышленности. Учился на специальности «Радиационная химия»
- 1968 г. — окончил Московский Химико-Технологический Институт им. Д. И. Менделеева, ныне Российский химико-технологический университет имени Д. И. Менделеева
- 1968 г. — преподаватель кафедры неорганической и аналитической химии в Восточно-Сибирском Технологическом Институте (ВСТИ) ныне Восточно-Сибирский государственный университет технологий и управления (ВСГУТУ).
- 1970 г. — поступил в аспирантуру на кафедру «Аналитическая химия» Московского химико-технологического института им. Д. И. Менделеева
- 1973 г. — защитил кандидатскую диссертацию по специальности «Аналитическая химия»

В середине 1970-х годов возникает острая потребность в опытных специалистах, преподавателях химии в развивающихся странах Африки, ставших на путь самостоятельного развития. В 1976 г. М. М. Балданов в кратчайшие сроки осваивает французский язык и навыки синхронного перевода в Московском институте иностранных языков им. Мориса Тореза, ныне Московский государственный лингвистический университет. И по направлению Министерства образования СССР вместе с семьей уезжает в Алжир, где в течение 4х лет, с 1977 по 1980, читает лекции и ведёт семинарские занятия на французском языке студентам-технологам в Национальном институте лёгкой промышленности (НИЛП) в г. Бумердесе. Также на французском языке М. М. Балдановым разработаны полный курс лекций по общей и аналитической химии, методические пособия. Несмотря на высокую учебную нагрузку, он продолжает научные исследования, участвует в международных конференциях, публикуется в трудах НИЛП, журналах Академии наук СССР. Именно в это время зародились основные идеи для будущей докторской диссертации.
В 1981 году М. М. Балданов возвращается на родину, продолжает трудовую деятельность в ВСТИ в качестве старшего преподавателя, доцента, зав. кафедрой. С учётом международного опыта преподавательской деятельности он внедряет и совершенствует учебный процесс по общей и аналитической химии. В этот период он также работал над докторской диссертацией.
М. М. Балдановым была создана уникальная, принципиально новая теория плазмоподобного состояния вещества в растворах электролитов. По своей теории растворов электролитов в 1991 году Мунко Митупович защитил докторскую диссертацию, и в том же году был избран действительным членом Нью-Йоркской Академии наук.
В 1993 г. М. М. Балданов утверждён в учёном звании профессор.
1996 г. — член-корреспондент Сибирского отделения Академии наук высшей школы (СО АН ВШ).
1992—2005 гг. — заведующий кафедрой неорганической и аналитической химии Восточно-Сибирского государственного технологического университета (ВСГТУ) ныне Восточно-Сибирский государственный университет технологий и управления (ВСГУТУ)

## Научная деятельность
М. М. Балданов является создателем теоретической модели по прогнозированию всех диссипативных процессов (электропроводность, теплопроводность, диффузия, вязкость), протекающих в растворах электролитов. Новая теория плазмоподобного состояния вещества в растворах электролитов, которая получила широкое признание в мире.
Научная школа профессора М. М. Балданова хорошо известна в кругах ученых-«растворщиков». На его публикации поступали запросы из США, Израиля, Японии, Канады, Польши, Болгарии, Словакии, Чехии, и др. стран.
По результатам научной деятельности М. М. Балданова опубликовано более 250 научных и научно-методических работ, подготовлены 1 доктор наук и 2 кандидата наук.

## Автор трудов
- Балданов Мунко-Балдан Митупович автор более 250 научных и научно-методических работ. Среди них:
- Балданов М. М. Приближение ионной плазмы к теории колебаний молекул. // Химия и химическая технология. — 1985. — Т.28. — № 12. — С.33.
- Балданов М. М., Мохосоев М. В. К проблеме ионно-атомных размеров // ДАН СССР. — 1985. — Т.284. — № 2. — С.363-366.
- Балданов М.М. Ионные радиусы элементов в электродинамическом приближении // Известия высших учебных заведениях. — Т.29. — № 4. — С.113 — 115.
- Балданов М. М., Мохосоев М. В. Состояние ионов в растворах электролитов в приближении ионной плазмы. // ДАН СССР. — 1985. — Т.284. — № 6. — С.1384-1387.
- Балданов М. М. Приближение ионной плазмы к теории растворов электролитов // Химия и химическая технология. — 1986. — Т.29. — № 8. — С.38-44.
- Балданов М. М.,Мохосоев М..В .Неравновесная термодинамика открытых и замкнутых систем и некоторые проблемы растворов электролитов // Тез. Докладов I Всесоюзной конференции «Химия и применения неводных растворов». — Иваново. — 1986. — С.419.
- Балданов М. М., Танганов Б. Б., Мохосоев М.В. Неэмпирический расчет сольватных чисел ионов в растворах // ДАН СССР. — 1989.- Т.308.- № 1.- С.106-110.
- Балданов М. М., Танганов Б. Б., Мохосоев М. В. Плазмоподобное состояние растворов электролитов и диссипативные процессы // Доклады АН СССР. − 1989. − Т. 308. − № 2. − С. 397 − 400.
- Балданов М. М., Танганов Б. Б., Иванов С. В. Плазмоподобное состояние растворов электролитов и проблема диффузии // Тезисы докл. III Российской конф. «Химия и применение неводных растворах»: Иванова. — 1993. — С.44.
- Балданов М. М., Иванов С. В., Танганов Б. Б. Плазмоподобное состояние растворов электролитов и проблема вязкости // ЖОХ. −1994.- Т.64.-No 5.- С. 719—721.
- Балданов М. М., Танганов Б. Б. Проблемы диффузии раство-ров электролитов в приближении ионной плазмы // ЖОХ.-1998.-Т.68.-Вып. 5.-С. 737—739.
- Балданов М. М., Танганов Б. Б., Балданова Д. М. Теплоты сольватации ионов и энергия кристаллической решетки // Докл. СО АН ВШ. −2002. — № 2(6). — С. 6-11.
- Балданов М. М., Танганов Б. Б., Балданова Д. М. Четырёхмерное уравнение движения и проблема электропроводности и подвижности зарядов в растворах электролитов и твердых телах // Доклады СО АН ВШ. —  2000. — № 2. — С.4-8.
- Балданов М. М., Балданова Д. М., Жигжитова С. Б., Танганов Б. Б. Константа экранирования Слейтора-Зинера и радиусы одноатомных ионов // Известия вузов. Физика.- 2006.- Т. 49. — № 3.- С.59-67.
- Балданова Д. М., Балданов М. М., Танганов Б. Б. Координаты Эйлера и уравнение Шредингера (PDF)
- M. M. Baldanov, B. B. Tanganov and M. V. Mohoseev, "Conduction of Water Solution of the Weak Acids, " Doklady Akademii Nauk SSSR, Vol. 299, No. 4, 1988, pp. 899—904.
- Baldanov M.M., Tanganov B.B., Mohosoev M.B. No experimental calculation of solvate numbers of ions in solutions // Reports of Academy of Science USSR, 1989, 308, № 1, pp.106-110.
- Munko Baldanov, Boris Tanganov To the problem of solvation numbers and masses of solvated ions in alcohol solutions // Journal of Physical Chemistry. — 1992. — Vol. 66, no. 4. — Р. 1084—1088.
- Munko Baldanov, Boris Tanganov Calculation of solvation numbers of ions in nonaqueous media // Journal of General Chemistry. — 1992. — Vol. 63, no. 8. — Р. 1710—1712.
- Munko Baldanov, Boris Tanganov Vlasov’s dispersion equation and the radii of solvated ions in methanol // Journal of General Chemistry. — 1994. — Vol. 64, no.1. — Р. 32-34.
- Munko Baldanov, Darima Baldanova, Seseg Zhigzhitova, Boris Tanganov To the problem of the radii of hydrated ions // Reports of the Russian High School Academy of Science. — 2006. — Vol. 2. — Р. 32-34.
- Baldanov M.M., Baldanova D.M., Zhigzhitova S.B., Tanganov B.B. The problem of the radii of hydrated ions. Reports of Academy of Science of High School of Russia, 2006, v.12, pp. 32-37.